# دیوید دوکاونی
دیوید ویلیام دوکاونی (به انگلیسی: David William Duchovny) ‏(زاده ۷ اوت ۱۹۶۰)، بازیگر، کمدین، کارگردان، نویسنده آمریکایی و برنده جایزه گلدن گلوب است.

## فیلم‌شناسی

### فیلم
| سال  | عنوان                              | نقش                                    |
| ---- | ---------------------------------- | -------------------------------------- |
| ۱۹۸۸ | دختر شاغل                          | دوست تس                                |
| ۱۹۹۰ | انکار                              |                                        |
| ۱۹۹۰ | نفوذ بد                            |                                        |
| ۱۹۹۱ | به مامان نگو پرستار بچه مرده       |                                        |
| ۱۹۹۲ | روبی                               | افسر تیپیت                             |
| ۱۹۹۲ | بتهوون                             | برد                                    |
| ۱۹۹۲ | دفترچه خاطرات کفش قرمز             | جیک وینترز                             |
| ۱۹۹۲ | چاپلین                             | رولند توترو (تک جلوه)                  |
| ۱۹۹۲ | ونیز/ونیز                          |                                        |
| ۱۹۹۳ | کالیفرنیا                          | برایان کسلر                            |
| ۱۹۹۷ | بازی خدا                           | دکتر یوجین سندز                        |
| ۱۹۹۸ | پرونده‌های ایکس                     | فاکس مولدر (مامور ویژه اف‌بی‌آی)         |
| ۲۰۰۰ | بازگشت به من                       | باب رولند                              |
| ۲۰۰۱ | تکامل                              | دکتر ایرا کین                          |
| ۲۰۰۱ | زولندر                             | جی. پی پرویت                           |
| ۲۰۰۴ | خانه دی                            | تام وارشاو (همچنین نویسنده و کارگردان) |
| ۲۰۰۴ | کانی و کارلا                       | جف                                     |
| ۲۰۰۵ | به مرد اعتماد کن                   |                                        |
| ۲۰۰۷ | چیزهایی که در آتش از دست دادیم     | برایان بورک                            |
| ۲۰۰۷ | راز                                | دکتر بنجامین ماریس                     |
| ۲۰۰۷ | مجموعه تلویزیونی                   |                                        |
| ۲۰۰۸ | پرونده‌های مجهول: می خواهم باور کنم | فاکس مولدر                             |
| ۲۰۰۹ | جونزها                             | استیو جونز                             |
| ۲۰۱۲ | بزها                               | مرد بزی                                |
| ۲۰۱۳ | فانتوم                             | برونی                                  |
| ۲۰۲۲ | حباب                               |                                        |
| ۲۰۲۳ | شما مردم                           |                                        |

### تلویزیون
| سال       | عنوان                  | نقش                                            | توضیحات                         |
| --------- | ---------------------- | ---------------------------------------------- | ------------------------------- |
| ۱۹۹۰–۱۹۹۱ | توئین پیکس             | مامور اداره مبارزه با مواد مخدر - دنیس برایسون | ۳ اپیزود                        |
| ۱۹۹۲–۱۹۹۷ | دفترچه خاطرات کفش قرمز | جیک وینترز                                     | ۱۰ اپیزود                       |
| ۱۹۹۳–۲۰۱۸ | پرونده‌های ایکس         | فاکس مولدر (مامور ویژه اف‌بی‌آی)                 | ۲۱۸ اپیزود                      |
| ۱۹۹۵–۱۹۹۸ | پخش زنده شنبه شب       | میزبان / خودش                                  | ۲ اپیزود                        |
| ۱۹۹۶      | فریژر                  | تام (صدا)                                      | اپیزود: "Frasier Loves Roz"     |
| ۱۹۹۷      | سیمپسون‌ها              | فاکس مولدر (صدا)                               | اپیزود: "The Springfield Files" |
| ۲۰۰۳      | سکس و سیتی             | جرمی                                           | اپیزود: "Boy, Interrupted"      |
| ۲۰۰۷–۲۰۱۴ | کالیفرنیکیشن           | هنک موودی                                      | ۸۴ اپیزود                       |
| ۲۰۱۵–۲۰۱۶ | آکواریوس               | کاراگاه سمسون بندیکوس "سم" هودیاک              | ۲۶ اپیزود                       |
| ۲۰۱۶      | چیزهای بهتر            | خودش                                           | اپیزود: "Brown"                 |
| ۲۰۱۷      | توئین پیکس             | دنیس برایسون                                   | اپیزود: “بخش ۴”                 |